# Lemland
Lemland ist eine Gemeinde in der autonomen finnischen Provinz (finnisch: Lääni) Åland. Sie liegt im Süden von Ålands Hauptinsel Fasta Åland östlich der Hauptstadt Mariehamn und ist fast vollständig von Wasser umschlossen. Im Nordwesten grenzt Lemland durch den Lemström-Kanal an die Gemeinde Jomala und im Osten durch den Lumpar-Sund an die Gemeinde Lumparland.
Lemland hat 2131 Einwohner (Stand 31. Dezember 2022) und eine Landfläche von 113,68 Quadratkilometern. Die Bevölkerungsdichte beträgt 18,7 Einwohner pro Quadratkilometer Landfläche. Wie auf ganz Åland ist Schwedisch die offizielle Sprache.
Die Kirche von Lemland wurde Ende des 13. Jahrhunderts erbaut und gehört zu den ältesten Finnlands. Im Ort Lemböte befindet sich die Ruine einer Kapelle aus dem frühen 16. Jahrhundert. Der Name der Gemeinde leitet sich von einem Gehöft (altschwedisch land) ab und enthält vermutlich das altschwedische Wort limr, „Zweig, Glied“, was sich Falle Lemlands wohl auf die verschiedenen Meeresarme bezieht, die hier tief ins Inselinnere vordringen.
In der Gemeinde herrscht Vollbeschäftigung, die Arbeitslosenquote wurde im Januar 2007 offiziell mit 1,6 Prozent ausgewiesen.